# Бугер, Пьер
Пьер Буге́р (также Буге; фр. Pierre Bouguer; 16 февраля 1698, Круазик (Croisic), Франция — 15 августа 1758, Париж) — французский физик, математик и астроном, основатель фотометрии. Известен трудами по теории корабля, геодезии, гидрографии и другим отраслям знания. Имя Бугера внесено в список 72 величайших учёных Франции, размещённый на первом этаже Эйфелевой башни.

## Жизнь и деятельность

### Детство и юность
Пьер Бугер родился в городе Круазик (нижняя Бретань) в семье Жана Бугера и Франсуазы Жоссо. Отец оказал исключительно большое влияние на формирование личности сына. Жан Бугер был «королевским профессором гидрографии», что соответствовало должностным лицам на морской службе, имеющим право на преподавание. Он был выдающимся для своего времени знатоком морского дела, хорошо знал физику и математику. Написанный им полный курс навигации выдержал два издания (1698 и 1706 гг.).
Пьер учился в иезуитском коллегиуме — закрытом учебном заведении с шестилетним сроком обучения, причём показал особые способности к точным наукам. Он ещё не кончил учёбу, когда умер отец, оставив ему и брату скромное состояние. После строгого экзамена пятнадцатилетний Пьер получил должность, которую занимал отец. Одновременно с преподаванием он продолжал пополнять свои знания физики, астрономии и морского дела.

### Учёный, академик
Большое влияние на дальнейшую судьбу Бугера оказало знакомство с трудами, а затем и личное знакомство с известным физиком и математиком Жан-Жаком Дорту де Мераном (1678—1771), членом Французской академии и первым избранным почётным членом Петербургской академии. В своей первой работе Бугер решил одну из фотометрических задач, поставленных Мераном в 1721 году — об оценке прозрачности атмосферы путём измерения света от Солнца при разных его высотах. Используя единственно доступный ему источник сравнения — калиброванные свечи, Бугер нашёл способ сопоставления освещения от небесных светил и, в частности, определил, что свет полной Луны в 300 000 раз слабее света Солнца при одинаковой их высоте над горизонтом. Работа «Сравнение силы света Солнца, Луны и многих свечей». была опубликована лишь через несколько лет (в 1726 году) — сказалась его оторванность от Парижа, от Академии наук.
Меран способствовал появлению и нескольких следующих сочинений Бугера, выполненных на темы, заданные Академий наук. Три из них получили премии Академии — «О корабельных мачтах», «О лучшем методе наблюдения высоты звезд над уровнем моря», «О лучшем методе слежения за колебаниями компаса в море». Занимаемая должность предопределила дальнейшие интересы Бугера — фотометрия, морское дело, астрономия.
В 1729 году Бугер опубликовал книгу «Опыт о градации света», продолжающую его работу 1726 года. Здесь он предложил способы измерения ослабления света при прохождении его через атмосферу и морскую воду. Он стал первыми из известных учёных, написавшем об основополагающем законе фотометрии, который сейчас известен как закон Бугера — Ламберта — Бера.
В 1730 году Бугер был переведён королевским гидрографом в Гавр. В 1731 году Французская Академия приняла его в свой состав со званием «присоединённого» (что можно приблизительно сравнить с нынешним званием члена—корреспондента), а в начале 1735 года ввела в свой основной состав (так называемых пожизненных «членов—пенсионеров»).

### Установление формы Земли
В этот период внимание Бугера привлекла давно интересующая научный мир проблема, связанная с установлением формы Земли. В 1734 году он опубликовал теоретическую работу «Сравнение двух законов, которым Земля и другие планеты должны подчиняться в отношении фигуры, которую их заставляет принимать сила тяжести».
В 1735 году Академия решила отправить две экспедиции — одну в экваториальную Америку, в Перу, другую к полярному кругу, в Лапландию, с целью измерить длину градуса меридиана в возможно далеко отстоящих по широте точках и таким образом экспериментально решить вопрос — отклоняется ли форма Земли от сферы. Опубликованная Бугером за год до этого работа о форме Земли способствовала назначению его одним из руководителей экспедиции в Перу. Вторым был назначен Шарль Мари де ла Кондамин, член Академий в Париже и Берлине, также, как и Меран, почётный член Российской Академии наук, астроном и опытный путешественник. Северная экспедиция оказалась относительно краткой — она заняла 15 месяцев. Экспедиция южной группы продлилась много лет, проходила в чрезвычайно трудных горных условиях и, к тому же, неоднократно подвергалась нападениям местного населения.
В результате тщательных измерений было получено, что длина 1° на экваторе составляет 110,6 км (56748 туаз). Совместно с результатами северной экспедиции, получившей для 1° величину в 111,9 км (57422 туаз) эти измерения позволили подтвердить гипотезу о форме Земли как сфероида. В честь этого события была даже выбита медаль, на которой изображён Бугер, опирающийся на земной шар и слегка его сплющивающий.
Во время экспедиции Бугер выполнил и ряд других исследований. Так, он провёл наблюдения на разных высотах астрономической и земной рефракции. Определил, что под влиянием притяжения отвес отклоняется в сторону горы (потухший вулкан Чимборасо) почти на 8". Измерения дальности видимости покрытой снегом вершины Чимборасо позволили ему оценить величину рассеяния света воздухом. Он неоднократно поднимался с барометром и термометром на высоту более 4,5 км с целью изучить изменение давления и температуры с высотой.
Подробное описание проведённых экспериментов содержится в его книге «Фигура Земли, определённая наблюдениями господ Бугера и де ла Кондамина». Кроме непосредственно результатов измерений, он включил в этот свой труд подробные описания самого путешествия, стран, в которых велись наблюдения, и населяющих их народов.

### Последние годы
Бугер вернулся во Францию в июне 1744 года. Опыт длительных морских переходов способствовал выполнению им новых исследований по корабельному делу и навигации: «Трактат о корабле, его построении и движении», «Новая конструкция лага» и большой труд «Новое сочинение по навигации, содержащее теорию и практику штурманского искусства» (три французских издания — в 1753, 1761 и 1792 гг., четыре в переводе на русский язык — в 1764, 1785, 1799 и 1802 гг. сделанные Н. Г. Кургановым).
В дальнейшем Бугер выполнил ряд работ по оптике, астрономии, навигации, геодезии, механике. Среди них исследования по фотометрии, измерению параллакса Луны, расширению воздуха, измерению длины градуса меридиана между Парижем и Амьеном и другие. В 1757 году выходит очередное его руководство по управлению кораблём.
Последние два года жизни, будучи уже тяжело больным, Бугер работал над своим самым известным сочинением — «Оптическим трактатом о градации света», существенно переработанным и дополненным по сравнению с изданным в 1729 году «Опытом о градации света». В августе 1758 года он отвёз рукопись издателю, но увидеть её напечатанной ему уже не довелось. Через несколько дней после поездки, 15 августа 1758 года Бугер скончался.
Трактат вышел в 1760 году и в переводе на латинский в 1762. На русском языке трактат был издан в 1950 году в переводе Н. А. Толстого и П. П. Феофилова под редакцией А. А. Гершуна. А. А. Гершун сопроводил издание подробными комментариями, списком опубликованных трудов и очерком жизни и деятельности Пьера Бугера.

## Память
В честь Пьера Бугера в 1935 году назван кратер на Луне.